# Gerrit Vissia
Gerrit Vissia (31 maart 1948 - Tubbergen, 1 oktober 2012) was een Nederlandse voetballer. In de seizoenen 1968-1969 en 1969-1970 kwam hij uit in de Eerste divisie voor Heracles Almelo.